# Aleksandr Evreinov
Aleksandr Nikolaevič Evreinov (in russo Алексáндр Николáевич Еврéинов?; San Pietroburgo, 8 marzo 1877 – Roma, 20 agosto 1959) è stato un arcivescovo cattolico russo.

## Biografia
Nasce in una famiglia nobile a San Pietroburgo, al tempo dell'Impero russo. Termina il Liceo imperiale di Carskoe Selo nel 1897. Suo padre Nikolaj Nikolaevic' Evreinov, vissuto tra il 1853 ed il 1929, era un noto personaggio politico, possidente agricolo e deputato della Duma (Parlamento). Aleksandr Evreinov opera tra il 1900 ed il 1906 presso il dicastero diplomatico, segretario dell'Ambasciata russa a Costantinopoli, in seguito, tra il 1906 e il 1909, secondo segretario della Ambasciata russa a Roma.
Nel 1905 a Costantinopoli, passa dalla Chiesa ortodossa russa alla Chiesa cattolica. Si dimette nel 1909 ed entra in Seminario, studia filosofia e teologia e nel 1913 venne ordinato sacerdote presso il Pontificio Collegio greco a Roma. Dal 1916 al 1921 lavora in Francia, a Parigi alla Nunziatura apostolica. Come sacerdote esercita secondo il rito bizantino di tradizione sinodale della Chiesa greco-cattolica russa.

## Parroco a Parigi e Diaspora russa
Nel 1925, a Parigi, lo ieromonaco Aleksandr Evreinov celebra la prima liturgia cattolica secondo la tradizione liturgica russa nella cripta della Chiesa della Madeleine, l'inizio della fondazione della parrocchia russo-cattolica dedicata alla SS. Trinità. A questa comunità, formata da rappresentanti di emigrati russi, erano legati anche i sacerdoti Vladimir Abrikosov e Dmitrij Karavaev. Ma è solo dal 1927 che la parrocchia, benedetta dal vescovo Petras Būčys,  possiede una propria sede fisica. Nel 1928 Evreinov venne nominato archimandrita e fonda e dirige la rivista "Blagovest". 
In parrocchia, nel 1932, per iniziativa di Evreinov, nascono la Fraternità di S. Nicola e la Fraternità di preghiera per l'Unità delle Chiese, che, ogni terza domenica di ogni mese organizzano una serie di conferenze, durante le quali vengono recitate particolari preghiere, tipiche degli incontri spirituali secondo le tradizioni moscovite dei cattolici ortodossi. Queste sono principalmente dedicate al tema dell'unità ecclesiale, e fondate grazie all'iniziativa del patriarca Tichon e dell'esarca per i cattolici russi di rito bizantino Leonid Fedorov. Sergio di Radonež e di Teresa di Lisieux in occasione degli incontri ecumenici di Parigi creano un'icona speciale. 
Il 17 marzo 1933 l'archimandrita Evreinov concelebra nella Chiesa di Saint-Sulpice di Parigi, insieme al sacerdote Georgij Cebricov, professore dell'Institut Catholique de Paris. Assiste alla liturgia il vescovo Mykola Čarnec'kyj.
Dal 1934 la chiesa parrocchiale di Parigi si trasferisce nel nuovo edificio in 39, Rue François Gérard 75016, dove attualmente si trova.. Ad Evreinov successe il francese Christophe Dumont, vissuto tra il 1898 ed il 1991.

## Vescovo
Il 6 dicembre 1936 Evreinov viene ordinato vescovo a Parigi, ed in seguito assunto in Vaticano per ricoprire incarichi di notevole responsabilità.
Nel 1938, nel ricordo dei 950 anni della Conversione al cristianesimo della Rus' di Kiev, e per la prima volta, nella Basilica di San Pietro in Vaticano, il 21 maggio celebra la Solenne Liturgia, insieme al clero del Collegium Russicum con i padri Josyp Slipyj, rettore dell'Accademia teologica di Leopoli, e l'igumeno dei Monaci studiti ucraini Clemente Šeptyc'kyj, futuro esarca dei cattoloci russi di rito bizantino nell'Unione Sovietica. Alla liturgia erano presenti anche i sacerdoti, Cyril Korolevsky, Jean François, Joseph Charon e Viktor Novikov, futuro vice esarca dei cattolici russi, ed in seguito in Siberia esarca cattolico e vescovo segreto.
Il 25 marzo 1939 ha fatto l'ordinazione presbiterale di Alexandru Todea futuro cardinale rumeno. 
Evreinov ordinò molti sacerdoti all'apostolato russo, fra i quali Teodoro Romža. Il 21 dicembre 1958 consacra il vescovo russo cattolico Andrei Apollon Katkoff. 
Durante la seconda guerra mondiale fu capo del Comitato Vaticano di aiuto ai prigionieri di querra, e in seguito dirigente del settore della stampa estera presso la Segreteria di Stato della Santa Sede. A Roma, grazie ai contatti con il mondo dei migranti russi, Evreinov salverà la vita a molte persone. 
Nel dopoguerra, era vicino alla casa editrice di lingua russa La vie avec Dieu (in russo Жизнь с Богом - "La vita con dio"), fondata in Belgio.
L'arcivescovo viveva a Roma presso il Collegium Russicum.
Muore a Roma, il 20 agosto 1959 venendo sepolto nel monastero dell Ordine basiliano italiano di Grottaferrata.